# Мідазолам
Мідазолам — лікарський засіб, що належить до снодійних (гіпнотиків) та седативних препаратиів з групи похідних бензодіазепіну (похідне імідазобензодіазепіну), що має анксіолітичну, протисудомну, міорелаксуючу, снодійну та антеградну амнестичну дію, та застосовується перорально та парентерально. Мідазолам уперше синтезований у 1975 році в США співробітниками компанії Hoffmann-La Roche Арміном Вальсером та Родні Фраєром, та застосовується у клінічній практиці з 1976 року.

## Фармакологічні властивості
Мідазолам — синтетичний лікарський засіб, що належить до транквілізаторів з групи похідних бензодіазепіну. Механізм дії препарату полягає у взаємодії з бензодіазепіновими рецепторами в алостеричному центрі постсинаптичних рецепторів гамма-аміномасляної кислоти, підвищенні чутливості ГАМК-рецепторів до медіатора — гамма-аміномасляна кислота, запобігає зворотному захопленню гамма-аміномасляної кислоти і сприяє накопиченню її в синаптичній щілині, що приводить до гальмування міжнейронної передачі у головному та спинному мозку і обумовлює індукцію загального наркозу. Мідазолам має високу спорідненість з бензодіазепіновими рецепторами, що вдвічі перевищує аналогічну чутливість у діазепаму. Мідазолам має анксіолітичну, протисудомну, міорелаксуючу, снодійну та антеградну амнестичну дію. Препарат має малий латентний період (викликає засипання через 20 хвилин після перорального прийому) та не має ефекту післядії. Мідазолам підвищує ефективність ввідного наркозу. Мідазолам не має несприятливого впливу на репродуктивну здатність та не має тератогенних властивостей.

### Фармакокінетика
Мідазолам при прийомі всередину швидко всмоктується та розподіляється в організмі, біодоступність препарату при пероральному прийомі складає 30—60 % через ефект першого проходження через печінку, при внутрішньом'язовому введенні біодоступність становить 90 %. Препарат добре зв'язується з білками крові. Максимальна концентрація в крові досягається протягом 30—45 хвилин при внутрішньом'язовому введенні, при пероральному застосуванні максимальна концентрація в крові досягається протягом 1 години. Мідазолам створює високі концентрації у багатьох тканинах організму, високі концентрації створює у жировій тканині. Мідазолам добре проникає через гематоенцефалічний бар'єр. Препарат проникає через плацентарний бар'єр та, імовірно виділяється в грудне молоко. Метаболізується мідазолам в печінці з утворенням малоактивних метаболітів. Виведення діазепаму проходить у декілька етапів. Період напіввиведення мідазоламу з організму становить 1,5—3 годин, і є набагато коротшим, чим період напіввиведення інших похідних бензодіазепіну. Виводиться препарат з організму переважно нирками у вигляді неактивних метаболітів. У хворих з печінковою недостатністю, а також новонароджених та осіб похилого віку період напіввиведення мідазоламу може підвищуватися.

## Показання до застосування
Мідазолам застосовується при порушеннях сну всередину, парентерально — для премедикації перед хірургічними та діагностичними процедурами, для ввідного наркозу або тривалої седації при інтенсивній терапії, як снодійне при комбінованому наркозі та для атаралгезії у дітей (сумісно із кетаміном).

## Побічна дія
При застосуванні мідазоламу можливі наступні побічні ефекти:
- Алергічні реакції — висипання на шкірі, кропив'янка, бронхоспазм, ларингоспазм, свербіж шкіри, набряк Квінке.
- З боку травної системи — нудота, гикавка, відрижка, запор, сухість в роті, кишкові кольки, зниження апетиту, жовтяниця.
- З боку нервової системи — підвищена стомлюваність, м'язова слабість, сонливість, атаксія, сплутаність свідомості, головний біль, запаморочення, тремор, дизартрія, погіршення настрою, анте- або ретроградна амнезія, зниження або підвищення лібідо, депресія, дратівливість, агресивність, візуальні розлади, галюцинації, екстрапірамідні розлади.
- З боку серцево-судинної системи — артеріальна гіпотензія, брадикардія, тахікардія, аритмія, серцева недостатність, зупинка серця, ортостатичний колапс.
- З боку дихальної системи — дихальна недостатність, апное, диспное, пригнічення дихання.
- З боку сечовидільної системи — нетримання або затримка сечі.
- Зміни в лабораторних аналізах — лейкопенія, нейтропенія, агранулоцитоз, нейтропенія, анемія, підвищення рівня білірубіну в крові, підвищення рівня активності амінотрансфераз та лужної фосфатази в крові.
- Місцеві реакції — флебіти, флеботромбоз, біль та почервоніння в місці введення, при внутрішньовенному введенні — гикавка.

Більшість побічних ефектів є помірними та частіше спостерігаються у осіб похилого віку та ослаблених пацієнтів.
При передозуванні мідазоламу відмічається різка загальмованість, виражена сонливість, ністагм, апное, пригнічення серцевої діяльності — гіпотонія, іноді брадикардія, зниження чутливості до болю, порушення координації рухів, парадоксальне збудження, дизартрія, клонічні посмикування кінцівок, пригнічення рефлексів, порушення свідомості з переходом у кому та летальний кінець. Як антидот мідазоламу при передозуванні застосовується флумазепіл, що є специфічним антидотом бензодіазепінових рецепторів.
Тривале вживання мідазоламу може привести до психологічної або фізичної залежності від препарату. Основними симптомами залежності від діазепаму є зниження концентрації уваги, дезорієнтація, запаморочення, сонливість, в'ялість, порушення координації рухів, амнезія, іноді — ейфорія, сплутаність свідомоті, депресія, тремор, головний біль, безконтрольні рухи тіла, галюцинації. При різкій відміні препарату можуть спостерігатись дратівливість, тривожність, збудження, страх, головний біль, безсоння, спазми гладких м'язів, підвищене потовиділення, депресія, нудота і блювання, судоми, тремор, суїцидальні думки.

## Протипокази
Мідазолам протипоказаний при підвищеній чутливості до препарату або до інших похідних бензодіазепіну, при важкій дихальній недостатності та синдромі нічних апное, при важкій печінковій недостатності, тяжкій міастенії, при закритокутовій формі глаукомі та гострому приступі глаукоми, вагітності, годуванні грудьми, у період пологів та дітям при ввідному наркозі. Препарат не застосовується із антигістамінними препаратами через збільшення імовірності побічних ефектів з боку серцево-судинної системи, інгібіторами протеази через посилення седативного ефекту, протигрибковими, антигіпертензивними засобами та блокаторами кальцієвих каналів.

## Форми випуску
Мідазолам випускається у вигляді таблеток по 0,0075 та 0,015 г і ампул по 1 і 3 мл. 0,5 % розчину та флаконів по 5 і 10 мл. 0,1 % розчину.